# Beethovenallee 33 (Bonn)

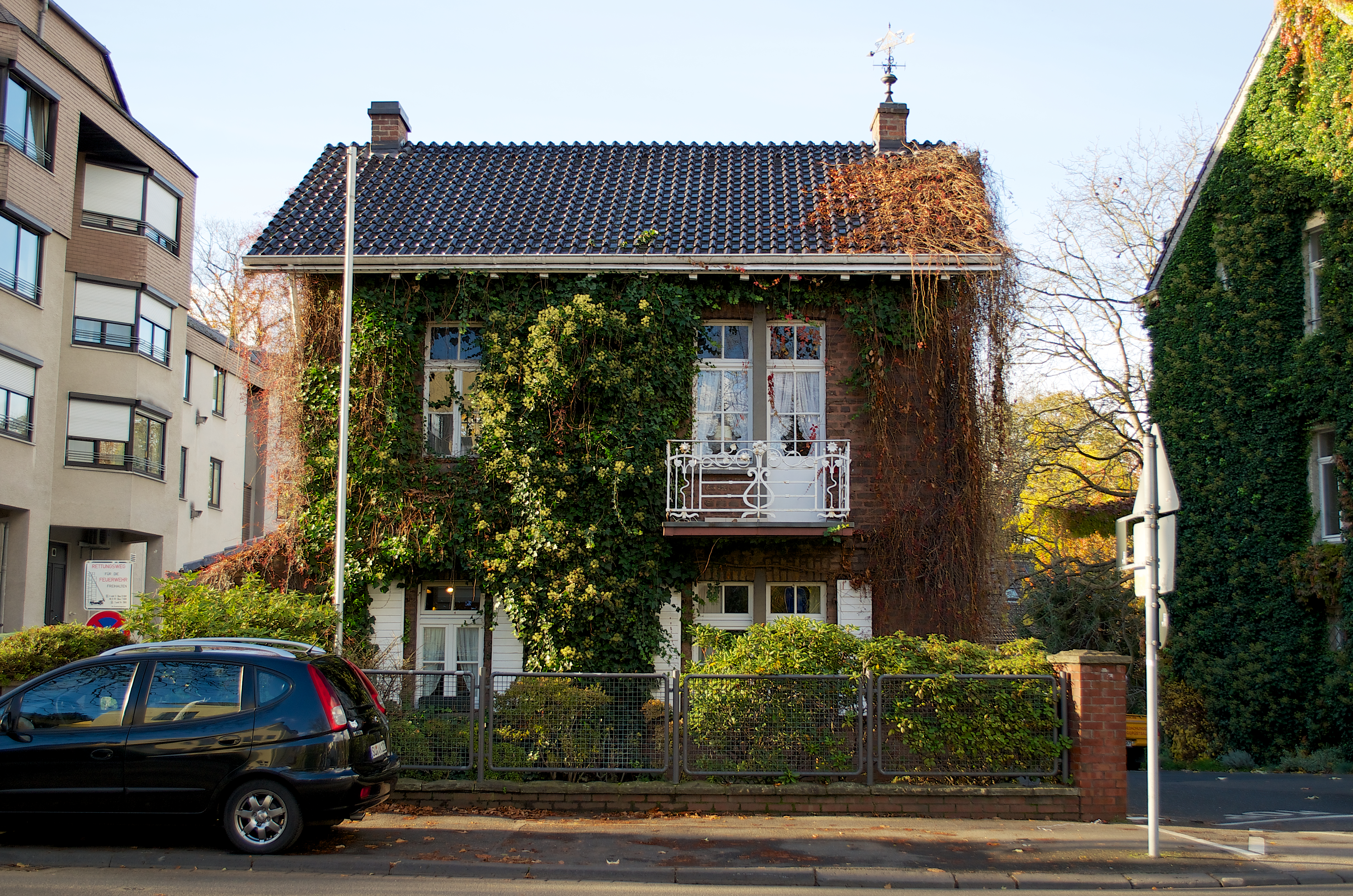
Wohnhaus Beethovenallee 33 (2012)

Das Gebäude Beethovenallee 33 ist ein Wohnhaus in Bad Godesberg, einem Stadtbezirk von Bonn, das um 1889 errichtet wurde. Es liegt im Ortsteil Godesberg-Villenviertel gegenüber der platzartigen Einmündung von Dengler- und Hensstraße. Das Haus steht als Baudenkmal unter Denkmalschutz.

## Geschichte
Das Wohnhaus wurde als eines der ersten Gebäude im „zweiten“ Godesberger Villenviertel an dem 1878 angelegten damaligen Blumerichsweg, einer alten Wegeverbindung von Godesberg nach Plittersdorf, von dem Maurermeister Johann Pohl aus Plittersdorf erbaut. Er war als Eigentümer nahezu aller Grundstücke auf dieser und einiger auf der anderen Straßenseite für den Bau eines großen Teils der Häuser an der heutigen Beethovenallee verantwortlich. Ab 1899 war das Haus Sitz eines Dachdeckerbetriebs, für den 1905 ein rückwärtiger Anbau entstand und zu dem auf einem insgesamt 1.800 m² großen Gelände auch das Grundstück Beethovenallee 35 gehörte. Das Unternehmen musste in Folge von durch den Godesberger Bach verursachten Überschwemmungen am 4. Juni 2016 zum Jahresende 2016 seinen Betrieb einstellen. Das Haus wird weiterhin gewerblich genutzt.
Die Eintragung des Gebäudes in die Denkmalliste der Stadt Bonn erfolgte am 7. September 2000.

## Architektur
Das Gebäude ist ein zweigeschossiger traufständiger Backsteinbau in zwei Fensterachsen – die rechte als Zwillingsachse ausgeführt – mit Balkon, ziegelgedecktem Satteldach und seitlichem Eingang. Er wird horizontal durch ein Stockgesims gegliedert. Die Tür- und Fensteröffnungen sind ein- und zweiflügelig, hochrechteckig und besitzen waagerechte Stürzen sowie vorkragende Sohlbänke in Werkstein. Die Fenster sowie die Balkontür mit Oberlicht sind in den ursprünglichen Formen erneuert. Die einflügelige Eingangstür liegt in der rechten Achse der rechten Giebelseite und ist mit Verglasung, Schmuckgitter und Oberlicht original erhalten. Der Balkon vor der rechten Achse der Traufseite besitzt eine originale Gitterbrüstung mit floralen Ornamenten, die wie die ebenfalls in für den Jugendstil typischen Formen gehaltene Eingangstür aus der Zeit der rückwärtigen Erweiterung von 1905 stammen könnten. Der originale Grundriss des Gebäudes ist weitgehend erhalten geblieben. Die Vorgartenzone steht mit Ausnahme ihrer erneuerten Gittereinfriedung als Teil des Anwesens unter Denkmalschutz. Es ist das einzige noch erhaltene unverputzte Backsteingebäude dieser Art an der Straße.